# El mundo del silencio

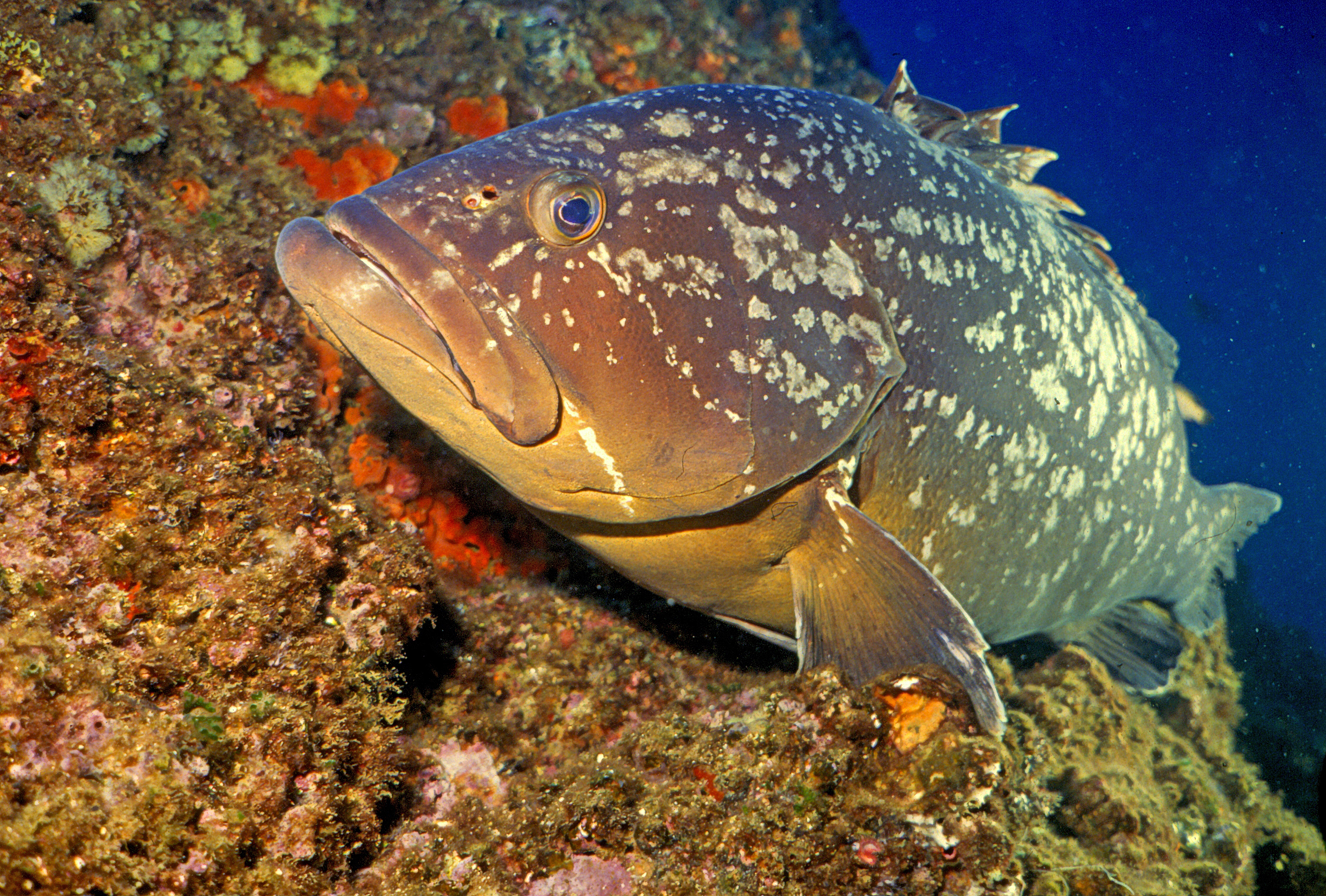
Epinephelus marginatus (Lowe, 1834). Imagen de un mero que nace hembra y muere macho por su condición genital de protoginia.

El mundo del silencio (Le Monde du silence en francés) es el título de dos libros, así como el de una película francesa, obras que Jacques-Yves Cousteau concibió y realizó con la colaboración de numerosas personas.

## 1953
El mundo del silencio es un libro publicado en 1953 en la editorial Éditions de Paris. Sus autores fueron Jacques-Yves Cousteau y Frédéric Dumas, con la colaboración de James Thomas Dugan. El libro recorre los quince años que precedieron su publicación, relatando las pescas submarinas de Dumas (cerca de Toulon), el puesto de Enseigne de vaisseau (alférez) atribuido a Cousteau en la base naval de Toulon, la invención y puesta a punto de la escafandra autónoma con Émile Gagnan en 1943, la compra del Calypso por Cousteau en 1950 y la organización de las primeras misiones de exploración oceanográfica a bordo del navío. En cuanto a James Thomas Dugan, este fue un reportero de la revista estadounidense Yank. Conoció a Cousteau durante la liberación de Francia en 1944 y le ayudó a publicar sus libros, como El mundo del silencio. Acabó por escribir sus propios libros de divulgación sobre el océano y la exploración marítima.

## 1955
El mundo del silencio es un largometraje documental de una duración de una hora y veintiséis minutos. Codirigido por Jacques-Yves Cousteau y Louis Malle, un joven estudiante de cine de 23 años en aquel entonces, la película fue estrenada en Francia el 26 de mayo de 1956. El largometraje no se inspira de los contenidos del libro de 1953, sino únicamente de las exploraciones submarinas del Calypso en 1955. Las escenas submarinas fueron enteramente rodadas gracias a dos tecnologías: los reguladores CG45 patentados por Cousteau y Gagnan diez años antes y las cámaras submarinas diseñadas por André Laban. Gracias a las cámaras de Laban El mundo del silencio fue el segundo largometraje en mostrar imágenes del mundo submarino en color y el primero en mostrar imágenes rodadas a 75 metros de profundidad. La película empieza con una voz en off que recita el texto siguiente:

« À cinquante mètres de la surface, des hommes tournent un film. Munis de scaphandres autonomes à air comprimé, ils sont délivrés de la pesanteur. Ils évoluent librement. »

« A cincuenta metros de la superficie, unos hombres realizan el rodaje de una película. Equipados con escafandras autónomas de aire comprimido, se ven liberados de la gravedad, se desplazan libremente. »

Navegando a bordo del Calypso el equipo de doce buceadores rodó durante cientos de horas en el Mar Mediterráneo, el Golfo Pérsico, el Mar Rojo y el Océano Índico. Los 25 kilómetros de película fueron reducidos a 2500 metros en el montaje final del documental. 
Los actores y extras de la película fueron los mismos marinos que constituían la tripulación del Calypso: 
- Jacques-Yves Cousteau (comandante de a bordo, buceador, director, cámara),
- Louis Malle (asistente de dirección, cámara),
- François Saout (segundo de a bordo con el grado de capitán),
- Frédéric Dumas (buceador, cámara),
- Albert Falco (buceador, cámara),
- André Laban (buceador, ingeniero químico),
- Denis Martin-Laval (médico de a bordo) y
- Henri Plé (oficial de guardia).

Los otros miembros de la tripulación fueron Etienne Puig, Albert Raud, Emile Robert, René Robino, André Bourne-Chastel, Marcel Colomb, Simone Cousteau, Jean Delmas, Jacques Ertaud, Norbert Goldblech, Fernand Hanae, Maurice Leandri, Paul Martin y Jean-Louis Teicher. 
Otro protagonista de la película, todavía hoy en día entrañablemente recordado, fue Jojo el mero. 
El mundo del silencio obtuvo la Palma de oro 1956 del Festival de Cannes. Hasta 2004 (fecha en la que la película Fahrenheit 9/11 de Michael Moore recibió el mismo galardón) fue el único largometraje documental en recibir esta recompensa.
También recibió el Premio Méliès (Prix Méliès, uno de los tres premios del "premio de la crítica", prix de la critique, por la mejor película francesa), y el premio de la National Board of Review por la mejor película extranjera (Best Foreign Film) en 1956, así como un Oscar en 1957 por el mejor largometraje documental (Best Documentary Feature).

## 1957
El mundo del silencio, publicado en 1957, fue la novelización de la película de 1955:
- Jacques-Yves Cousteau y Frédéric Dumas, Le Monde du Silence, Hachette, Bibliothèque Verte, ilustraciones de Conjat, 1957

## Datos complementarios
- Debido al éxito de la película de 1955 las palabras el mundo del silencio se han convertido en una manera popular de hacer referencia al mundo submarino.

- En la película de 1955 algunas escenas son particularmente criticables según los criterios del público del siglo XXI: masacre de tiburones, pesca con dinamita y laceraciones de cachalotes... Pero es necesario colocar la película en el contexto del descubrimiento del universo marino por el gran público de aquella época, cuya visión de la naturaleza es muy anterior a los debates ecologistas y a la protección de las especies marinas. Estas eran prácticamente inexistentes en 1956 y es perfectamente comprensible que el público y las autoridades de la época no mostraran ninguna reacción de protesta en presencia de tales escenas.

- El encuentro del Comandante Cousteau (en 1944) con James Thomas Dugan fue lo que decidió este último a lanzarse en la divulgación de las exploraciones oceanográficas. Ayudó al Comandante no sólo a editar sus libros titulados El mundo del silencio (dos libros diferentes que no hacen más que compartir el título, uno de 1953 y el otro de 1957) pero también El mundo sin sol (1964), libro y película documental (ambos de Cousteau) que relatan los experimentos científicos Précontinent I y Précontinent II.

- Albert Falco, uno de los doce buceadores del Calypso, se convirtió más tarde en capitán de ese barco. El programa de investigación Précontinent I fue realizado en la bahía de Marsella, frente al archipiélago de Frioul, cerca de Pomègues y del Chateau d'If, a partir del 14 de septiembre de 1962 y con el objetivo de estudiar la permanencia prolongada del ser humano en un medio confinado submarino. En el curso de ese primer programa de investigación Albert Falco se convirtió, junto a Claude Wesly, en uno de los dos primeros «oceanautas» de la historia tras haber vivido una estancia submarina de hasta siete días.

- La película de 1955 mostró al público los primeros scooters submarinos así como El mundo sin sol (1964) mostró los primeros platillos submarinos (sumergibles de bolsillo diseñados por Cousteau).

- La película de 1955 fue para Louis Malle su primera experiencia de dirección cinematográfica (como asistente de Cousteau). Cousteau se había dirigido a la IDHEC (una escuela de cine francesa de la época) para obtener un asistente de dirección y de entre los estudiantes que le propuso la escuela eligió a Malle. Este último tuvo a partir de entonces una larga y prolífica carrera de director de películas, pero aunque buceara durante su primera experiencia cinematográfica nunca fue un verdadero buceador, se hirió los tímpanos durante una de las inmersiones del rodaje y no buceó nunca más.